# Мджирих, Махджуб
Махджуб Мджирих (род. 1960, Марракеш) — марокканский боксёр, представитель первой наилегчайшей весовой категории. Выступал за национальную сборную Марокко по боксу в 1980-х годах, победитель и призёр многих турниров международного значения, десятикратный национальный чемпион, участник двух летних Олимпийских игр.

## Биография
Махджуб Мджирих родился в 1960 году в Марракеше, Марокко.
Заниматься боксом начал в 1976 году, проходил подготовку в местном спортивном клубе «Атлас». Через два года уже стал чемпионом Марокко в зачёте первой наилегчайшей весовой категории — впоследствии выигрывал национальный титул в течение десяти лет подряд. Начиная с 1980 года неизменно находился в составе марокканской национальной сборной.
Первого серьёзного успеха на международном уровне добился в сезоне 1982 года, когда в первом наилегчайшем весе одержал победу на Кубке Акрополиса в Афинах.
В 1983 году выступил на домашних Средиземноморских играх в Касабланке, где был остановлен на стадии четвертьфиналов итальянцем Сальваторе Тодиско.
В 1984 году выиграл бронзовую медаль на международном турнире «Трофео Италия» в Венеции и благодаря череде удачных выступлений удостоился права защищать честь страны на летних Олимпийских играх в Лос-Анджелесе. На Играх, однако, уже в стартовом поединке категории до 48 кг раздельным решением судей потерпел поражение от испанца Агапито Гомеса и сразу же выбыл из борьбы за медали.
После лос-анджелесской Олимпиады Мджирих остался в составе боксёрской команды Марокко на ещё один олимпийский цикл и продолжил принимать участие в крупнейших международных турнирах. Так, в 1985 году он отметился победой на домашних Панарабских играх в Рабате.
В 1986 году боксировал на чемпионате мира в Рино, в 1/8 финала первого наилегчайшего веса уступил представителю Болгарии Красимиру Чолакову.
На Средиземноморских играх 1987 года в Латакии в четвертьфинале вновь был побеждён итальянцем Сальваторе Тодиско.
В 1988 году взял бронзу на Кубке Канады в Оттаве и на международном турнире «Ахмет Джёмерт» в Стамбуле. Находясь в числе лидеров марокканской национальной сборной, благополучно прошёл отбор на Олимпийские игры в Сеуле — на сей раз сумел выиграть у двоих соперников по турнирной сетке, тогда как в третьем четвертьфинальном поединке досрочно в третьем раунде проиграл филиппинцу Леопольдо Серантесу, который в итоге стал бронзовым призёром этого олимпийского турнира.
Завершив спортивную карьеру, в 1990-х годах Махджуб Мджирих некоторое время работал тренером по боксу, но затем из-за финансовых трудностей в семье вынужден был оставить эту работу.